# رودوووو
رودوووو (به لهستانی:  Rudłowo) یک روستا در لهستان است که در گمینا برانگوو واقع شده‌است. رودوووو ۲۸۸ نفر جمعیت دارد.